# کاخ چهل‌ستون قزوین

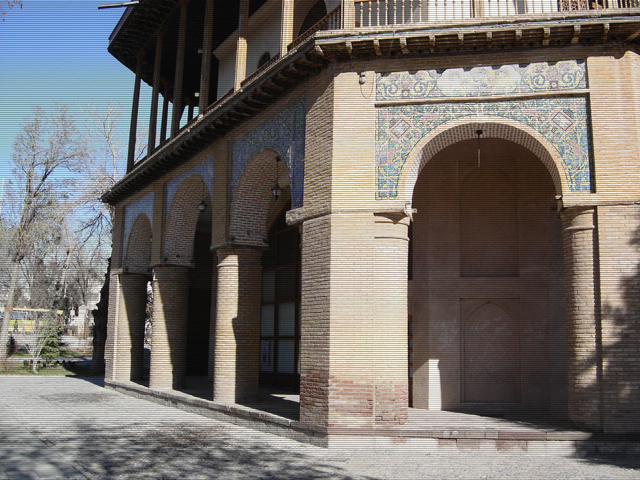

کاخ چهل‌ستون قزوین مشهور به کاخ کلاه فرنگی، بنایی است در شهر قزوین. این بنا که تنها کوشک باقی‌مانده از مجموعه کاخ‌های سلطنتی روزگار شاه تهماسب است، در مرکز شهر قزوین و در میدان آزادی (سبزه میدان) قرار دارد و در دورهٔ صفویان و زمانی که قزوین پایتخت بود به کلاه فرنگی مشهور بود.

## پیشینه

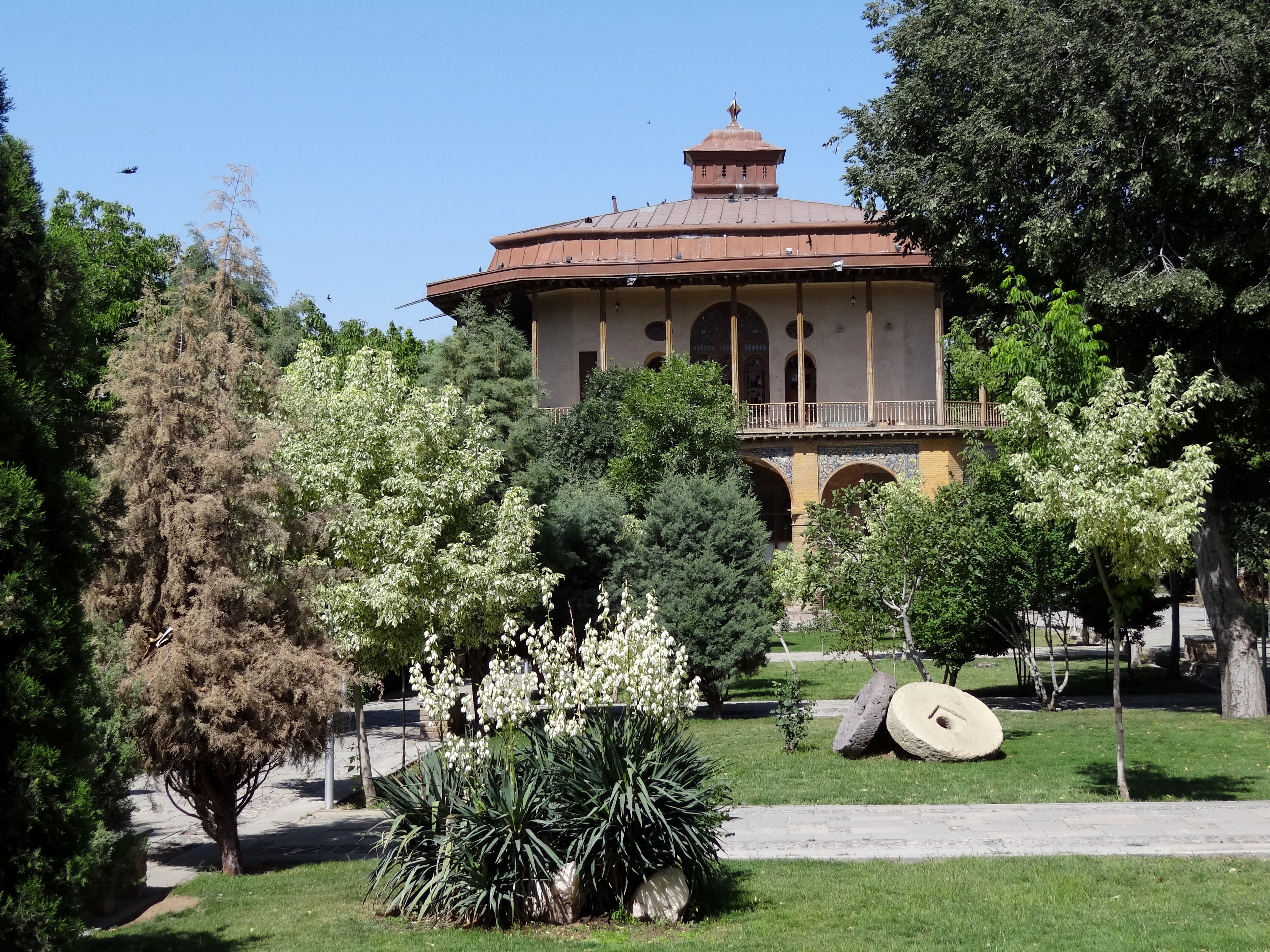
نمایی از کاخ

شاه تهماسب صفوی در سال ۹۵۱ هجری قمری به دلیل تهدیدات ترکان عثمانی تصمیم به انتقال پایتخت از تبریز به قزوین گرفت و در همین سال بود که اراضی موسوم به زنگی‌آباد را از میرزا شرف جهان یکی از بزرگان و معتمدان شهر برای احداث بنای شاهی خریداری کرد.
شاه تهماسب به معماران برگزیدهٔ کشور دستور داد تا باغی به شکل مربع در آن بسازند و در میان آن عمارت‌های عالی، تالار، ایوان‌ها و حوض‌های زیبا بنا کنند. شاه تهماسب صفوی بنای آن را از روی نقشهٔ یک معمار عثمانی با شیوهٔ شطرنجی خیلی کوچک ساخته است که دارای پنجره‌های چوبی بسیار ظریف و زیبا می‌باشد.
«عمارت کلاه فرنگی» به همراه سردر عالی قاپو تنها بناهای باقی‌مانده از باغ‌های دورهٔ صفویان در قزوین است.
این بنا در دورهٔ قاجاریان توسط محمدباقر سعدالسلطنه فرماندار وقت قزوین بازسازی شد و چهلستون نام گرفت.

## معماری
عمارت چهلستون ساختمانی هشت گوش و در دو طبقه به مساحت تقریبی ۵۰۰ مترمربع بنا شده است.
رواقی با ستون‌های آجری و قوس‌های نیم‌دایره‌ای بنا را دربرگرفته و بر بالای آن ایوانی با ستون‌های چوبی استوار گردیده است.
نقشهٔ بنا دارای طرحی با محورهای صلیبی و برون‌گرا و سقف طبقهٔ همکف پوشیده از مقرنس با طرح‌های بدیع و سقف طبقهٔ فوقانی خنچه‌پوش است.

## تزیینات

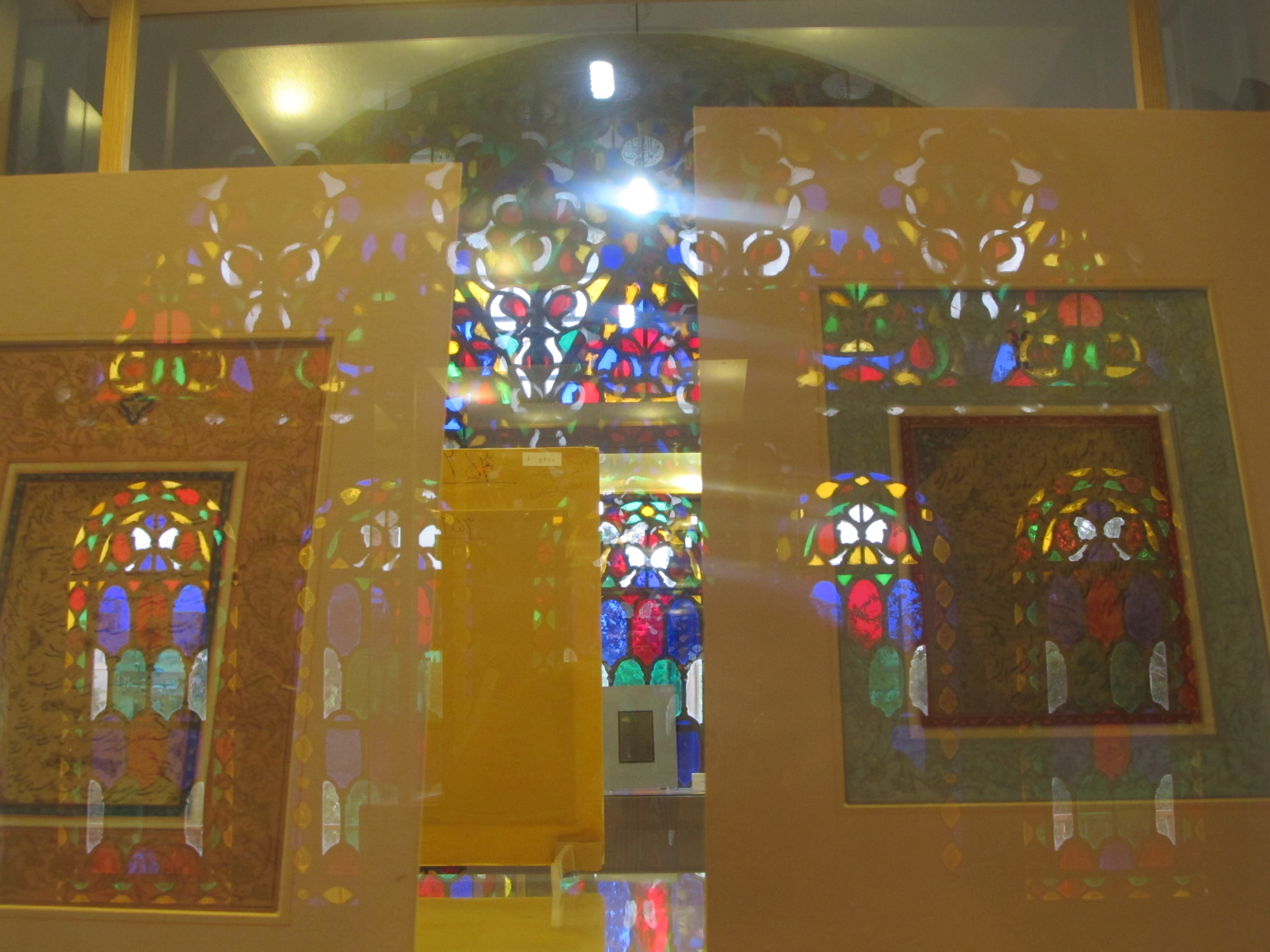
موزهٔ دائمی خوشنویسی، کاخ چهل‌ستون قزوین

نقاشی‌های دیواری طبقهٔ اول نمونه‌ای از هنر نگارگری مکتب قزوین و دارای شهرت جهانی است.
این دیوارهای مزین به نقاشی و دیوارنگاره‌ها در نوع خود منحصر به فرد بوده و وجود سه لایه دیوارنگاره حاکی از گذشت ادوار مختلف تاریخی بر آن است.
شمار نقاشی‌های دیواری این بنا مشخص نیست، اما طبق گفته‌های عبدالملک شیرازی و «قاضی احمد حقی»، این نقاشی‌های دیواری از آب طلا بوده‌اند.
مکتب حاکم بر این نقاشی‌ها از تغییر و تحولات سیاسی نیز تأثیر گرفته، به نحوی که ظهور نادرشاه و مکتب افشاریان در چهل‌ستون دیده می‌شود.
همچنین ظهور قاجار نیز در سومین لایهٔ نقاشی‌های کاخ چهل‌ستون دیده می‌شد که به مرور زمان از میان رفته است.
برخی معتقدند بنای هشت بهشت اصفهان با گرته‌برداری از این اثر ساخته شده است.
با اینکه عبدی بیگ شیرازی شاعر و تاریخ‌دان دورهٔ شاه تهماسب در اشعار خود عمارت‌های شاهی را به دقت توصیف نموده ولی نامی از هنرمندان نقاش و معمار بنا نمی‌برد، اما بیگ نقاشی‌های دیواری برون و درونی کاخ چهل‌ستون قزوین را اثر میرزا علی نقاش، مظفرعلی نقاش، علی‌اصغر کاشی، عبدالجبار استرآبادی و رضا عباسی که از ماهرترین استادان زمان خود بوده‌اند دانسته است.
عمارت چهلستون در بهمن‌ماه سال ۱۳۳۴ ه‍.ش به شمارهٔ ۳۸۹ در فهرست آثار تاریخی ایران ثبت شد.

## موزهٔ خوشنویسی
این کاخ در سال ۱۳۳۷ ه‍.ش به عنوان گنجینهٔ اشیای تاریخی و باستانی مورد استفاده قرار گرفت و هم‌اکنون به موزهٔ خوشنویسی قزوین تبدیل شده است.

## نگارخانه

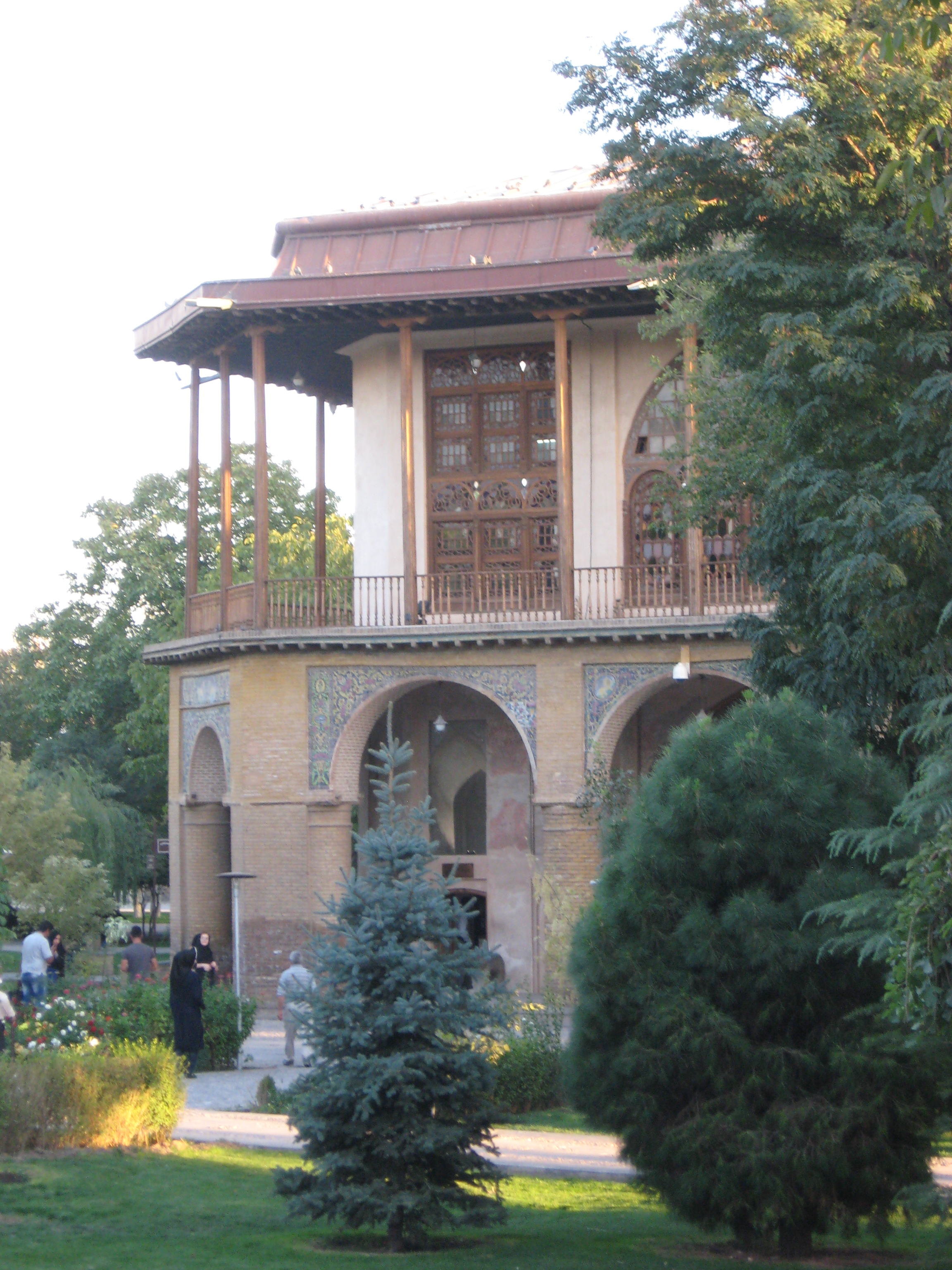
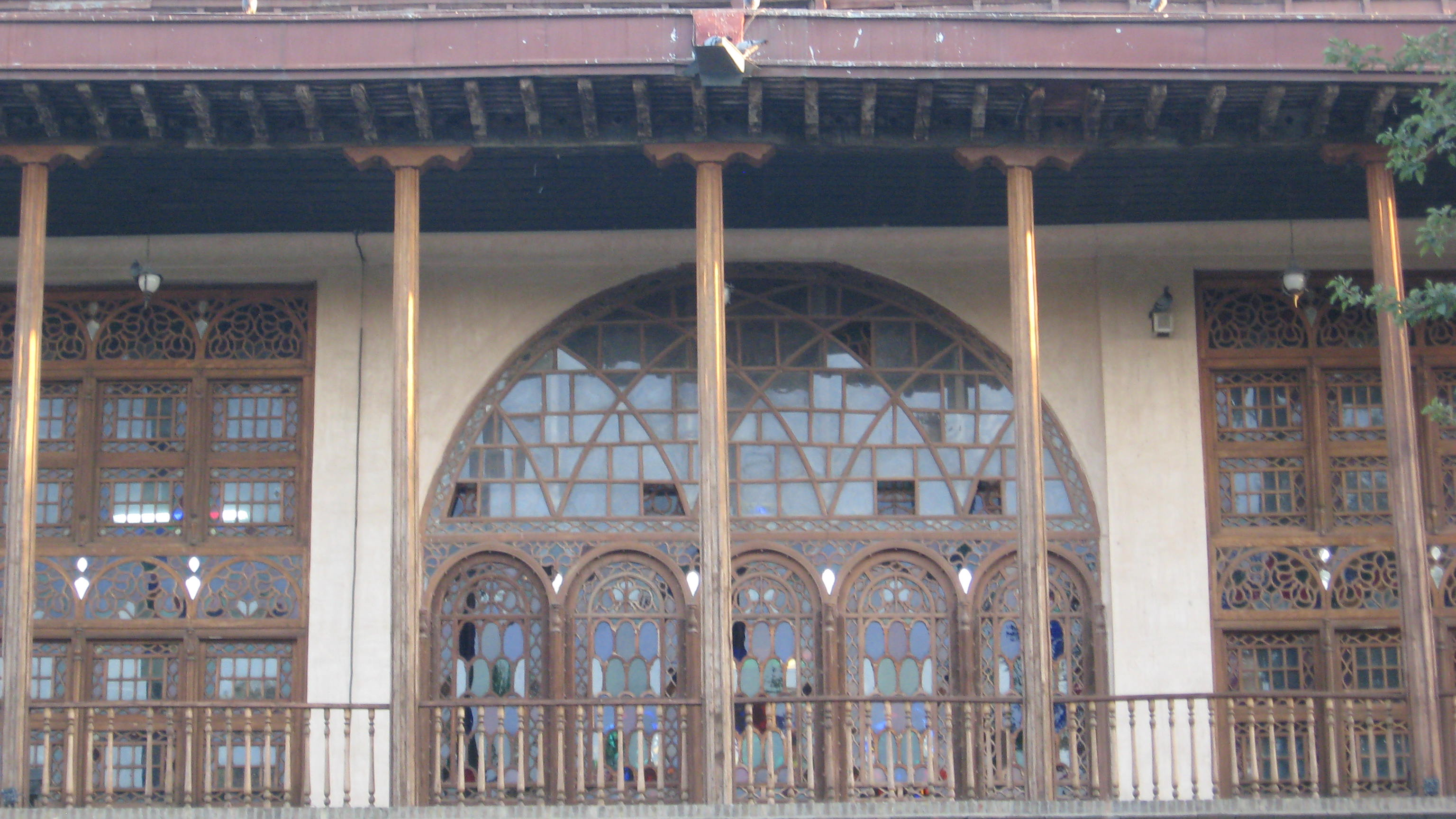
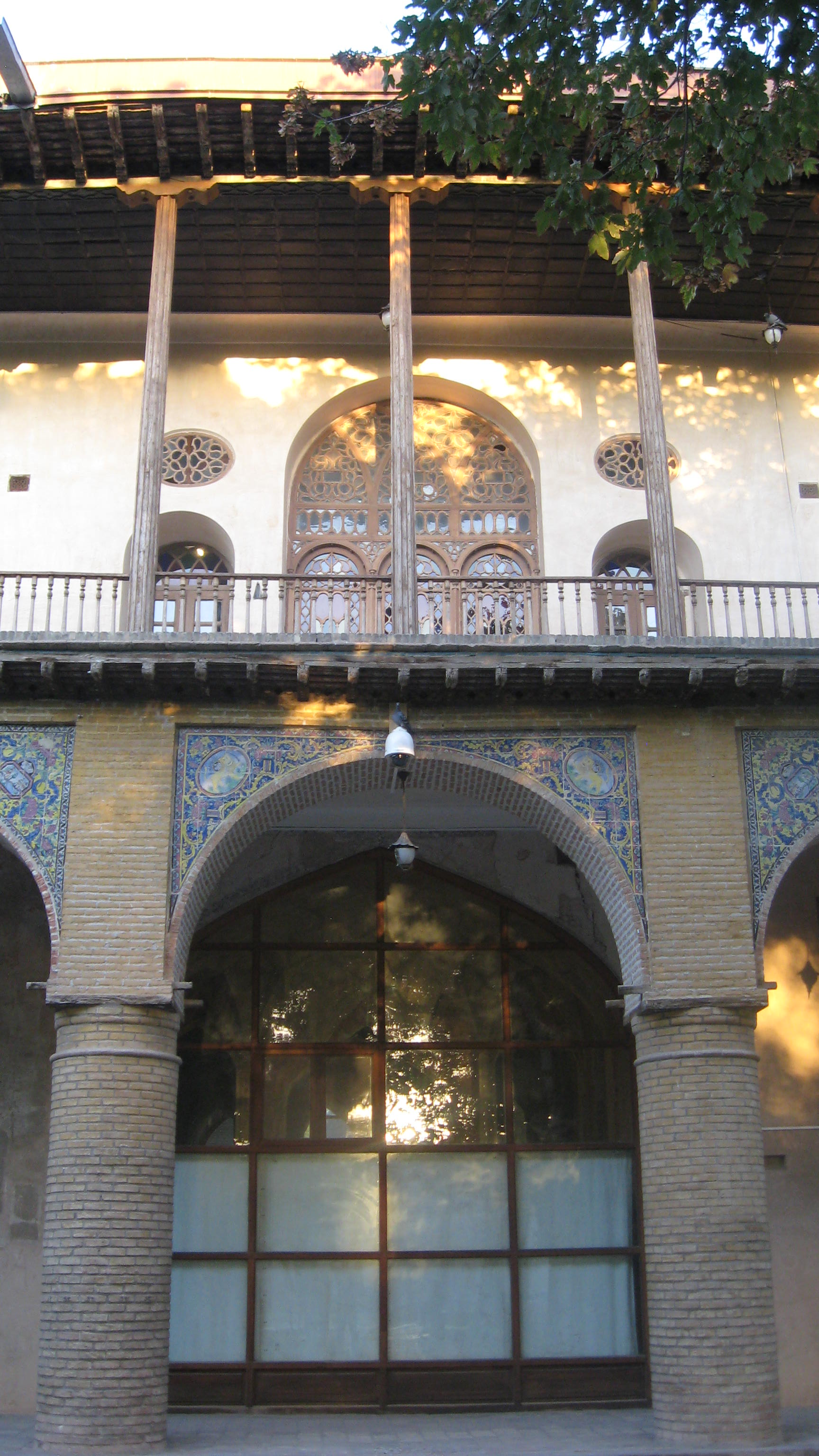
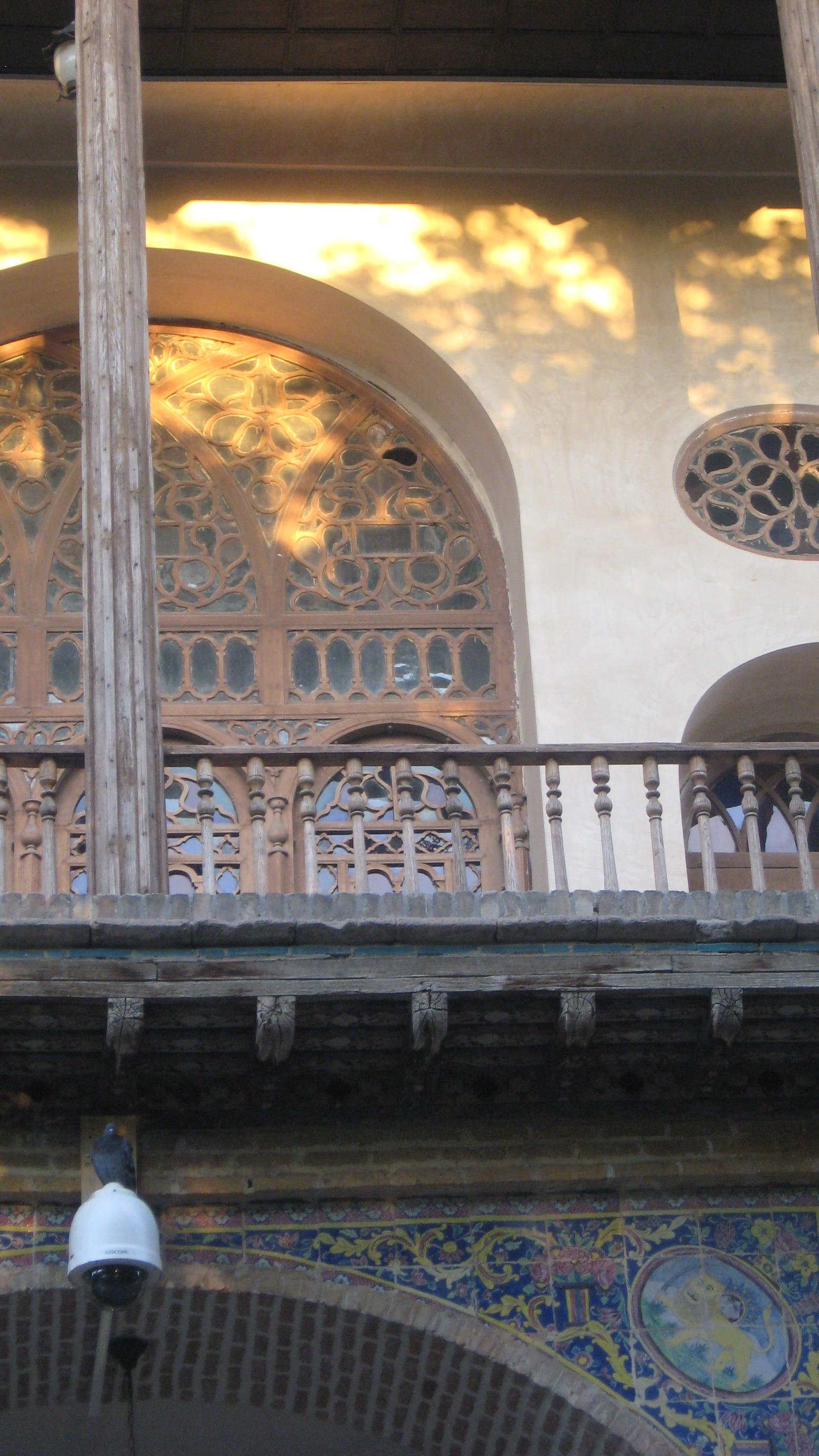
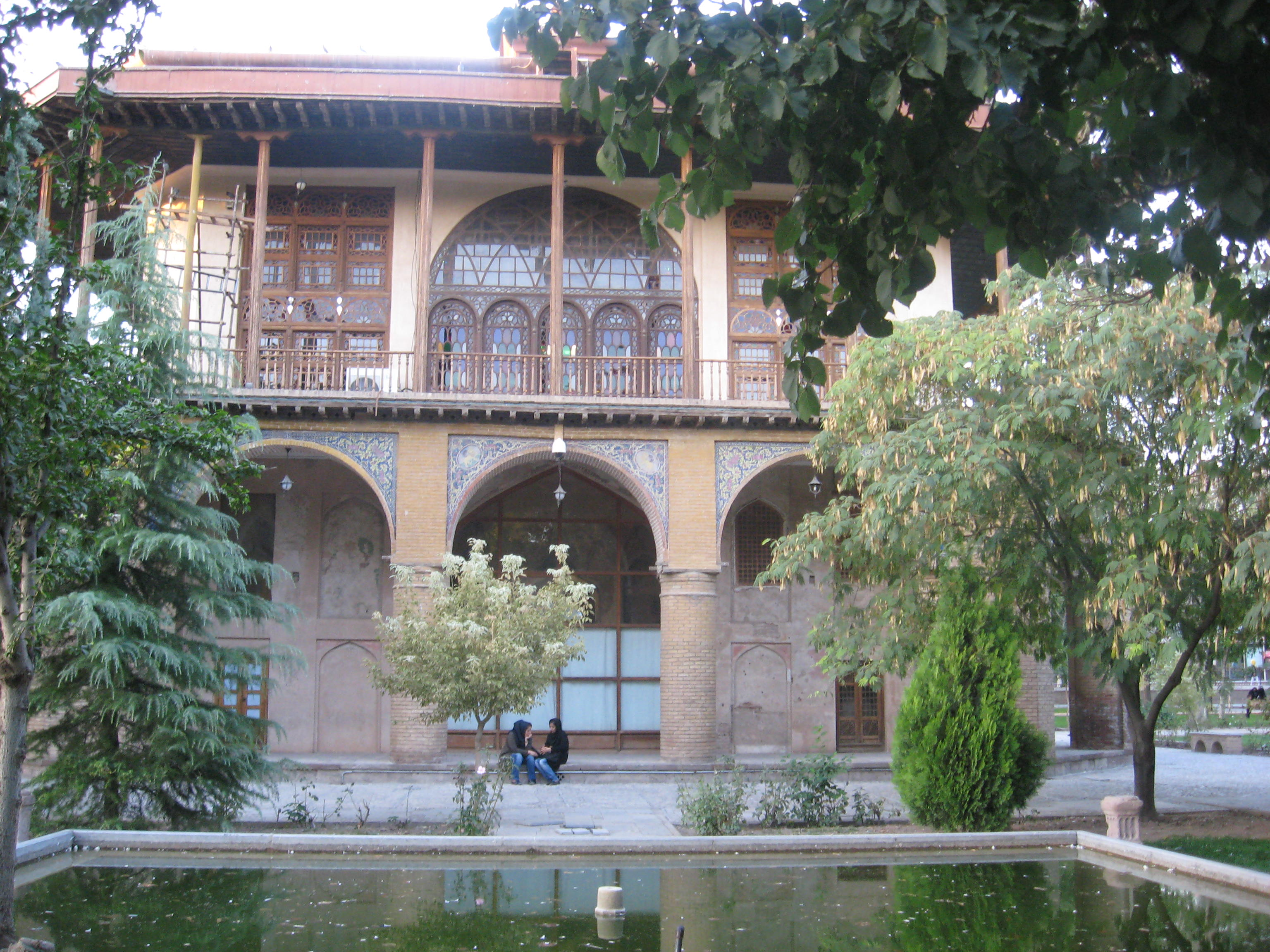
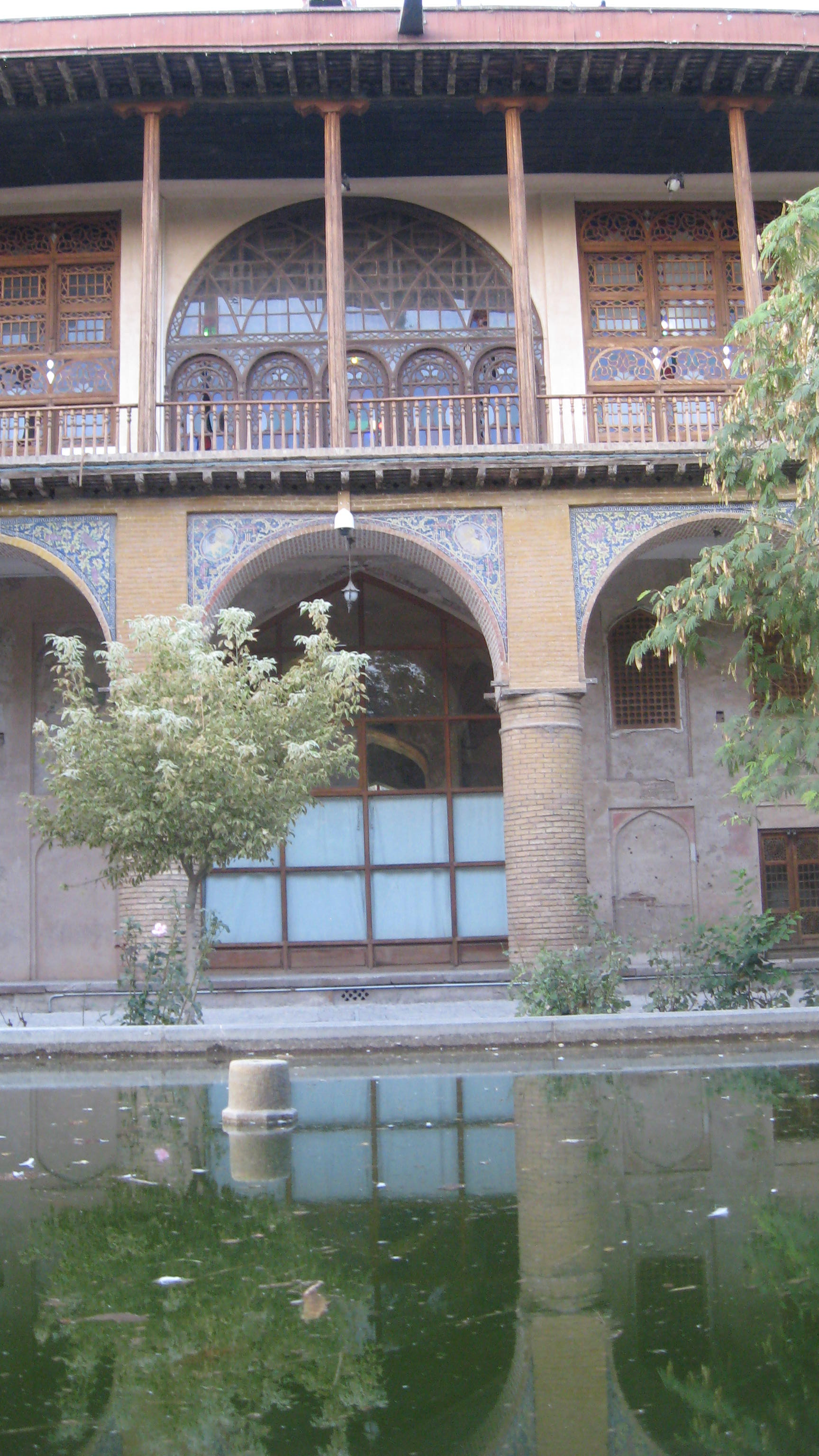
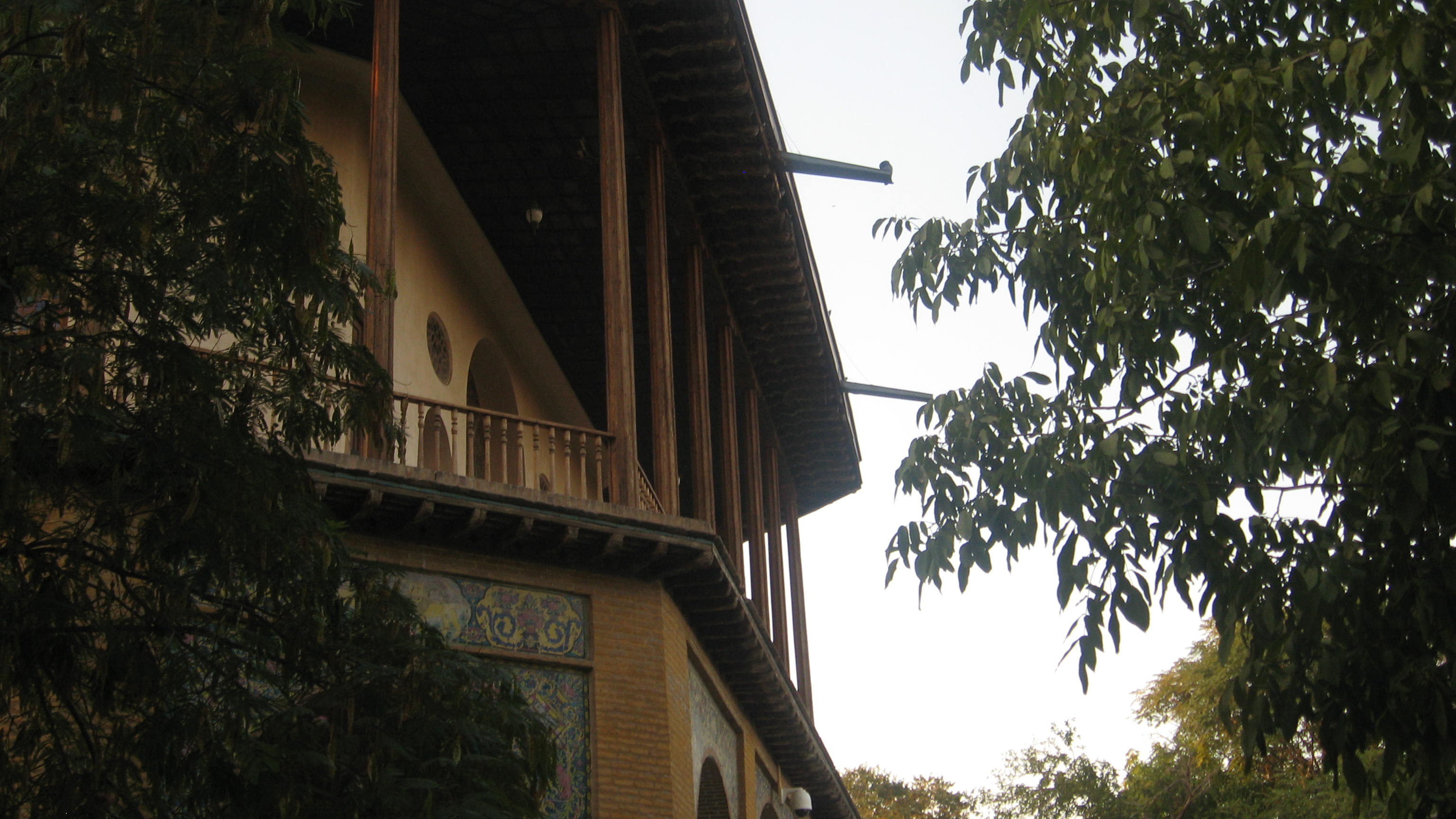
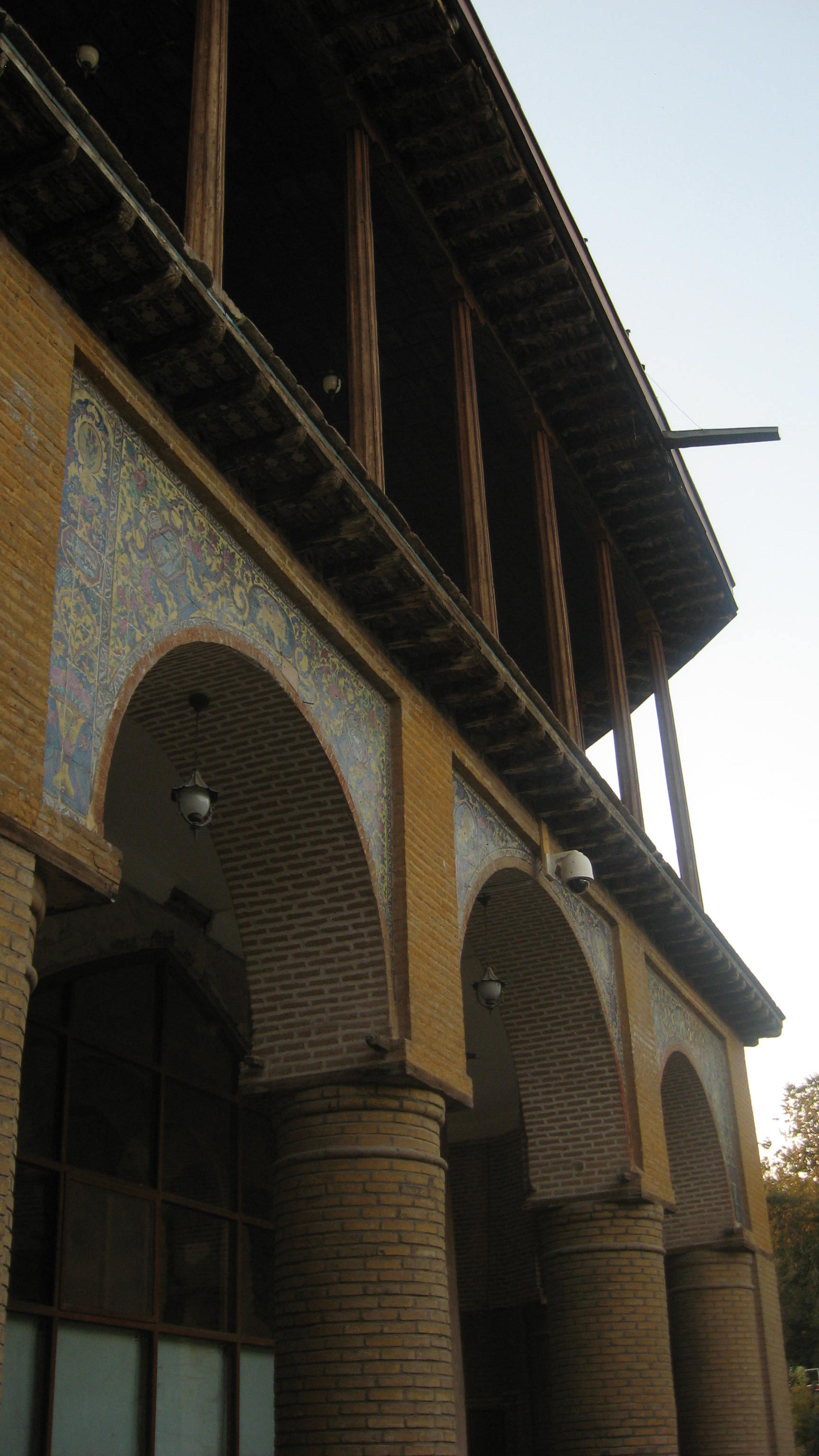
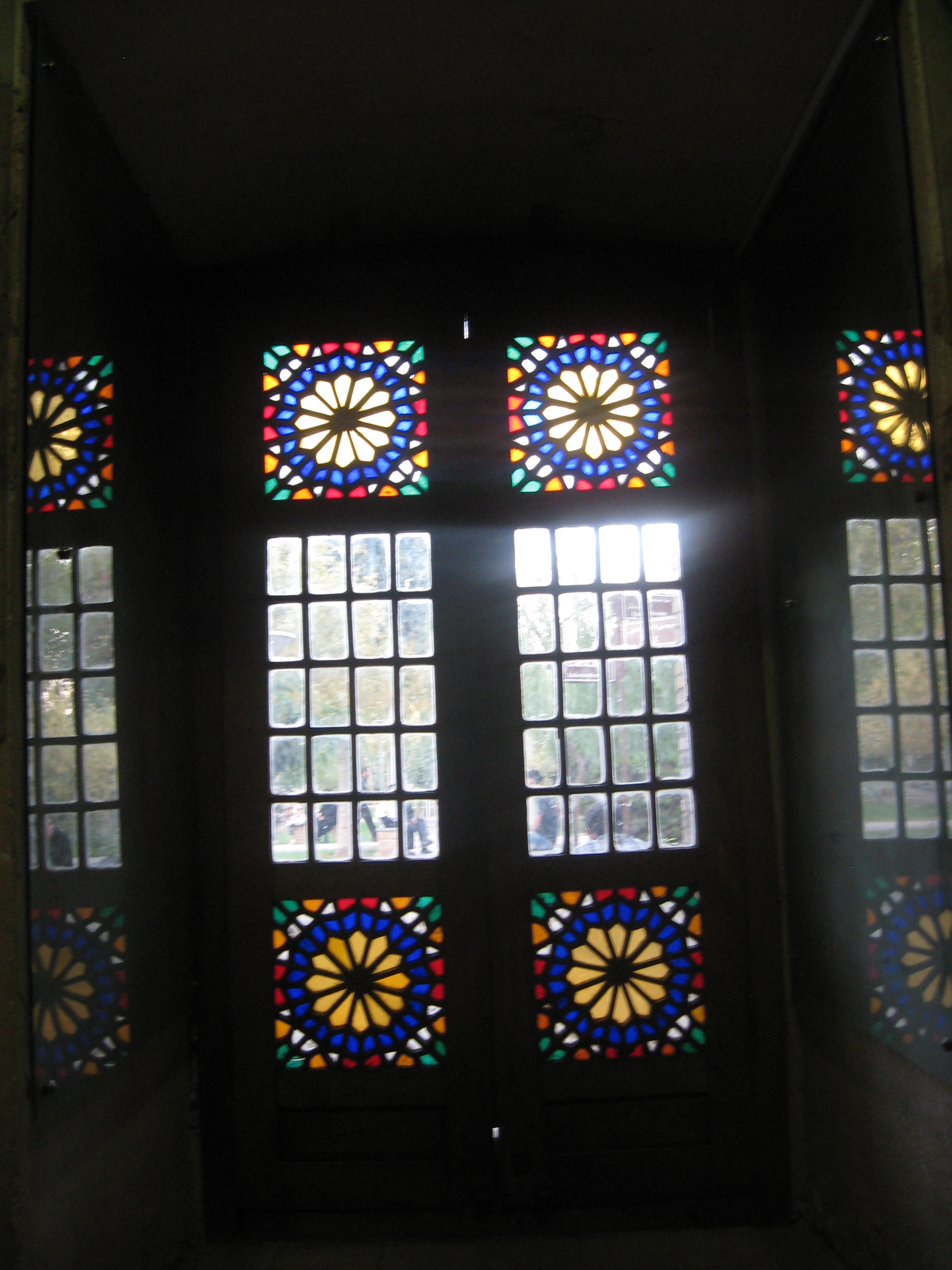
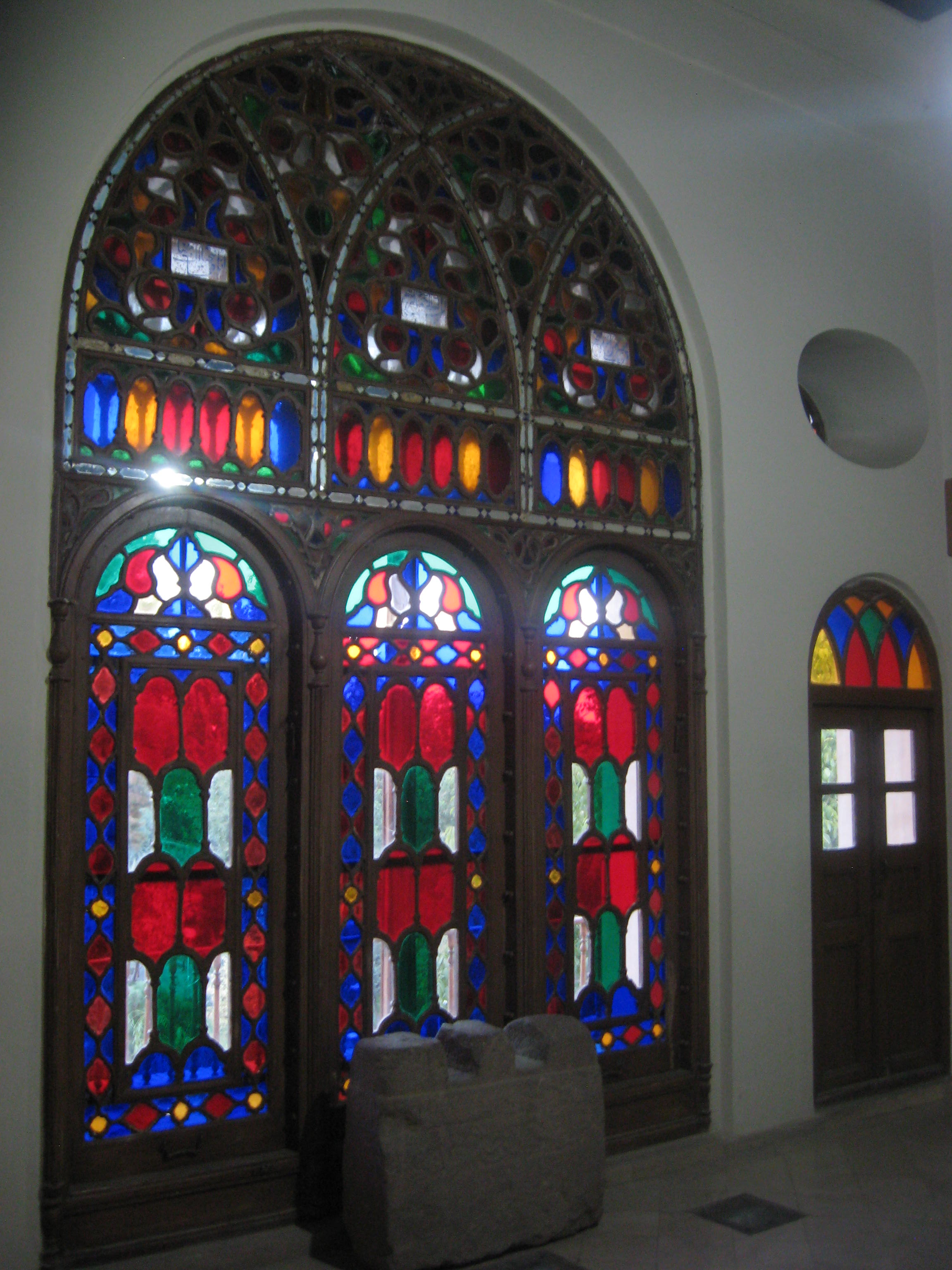
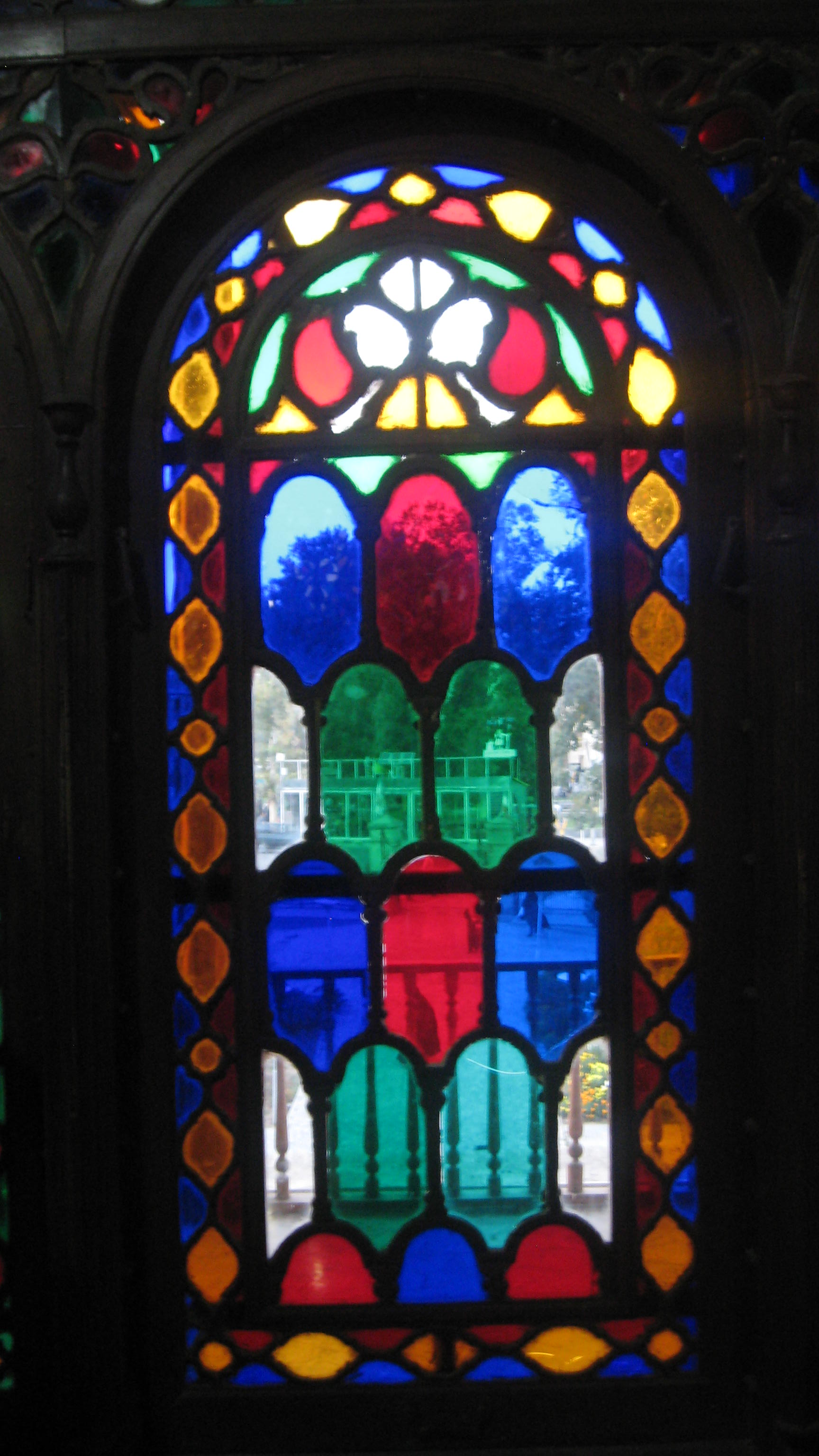
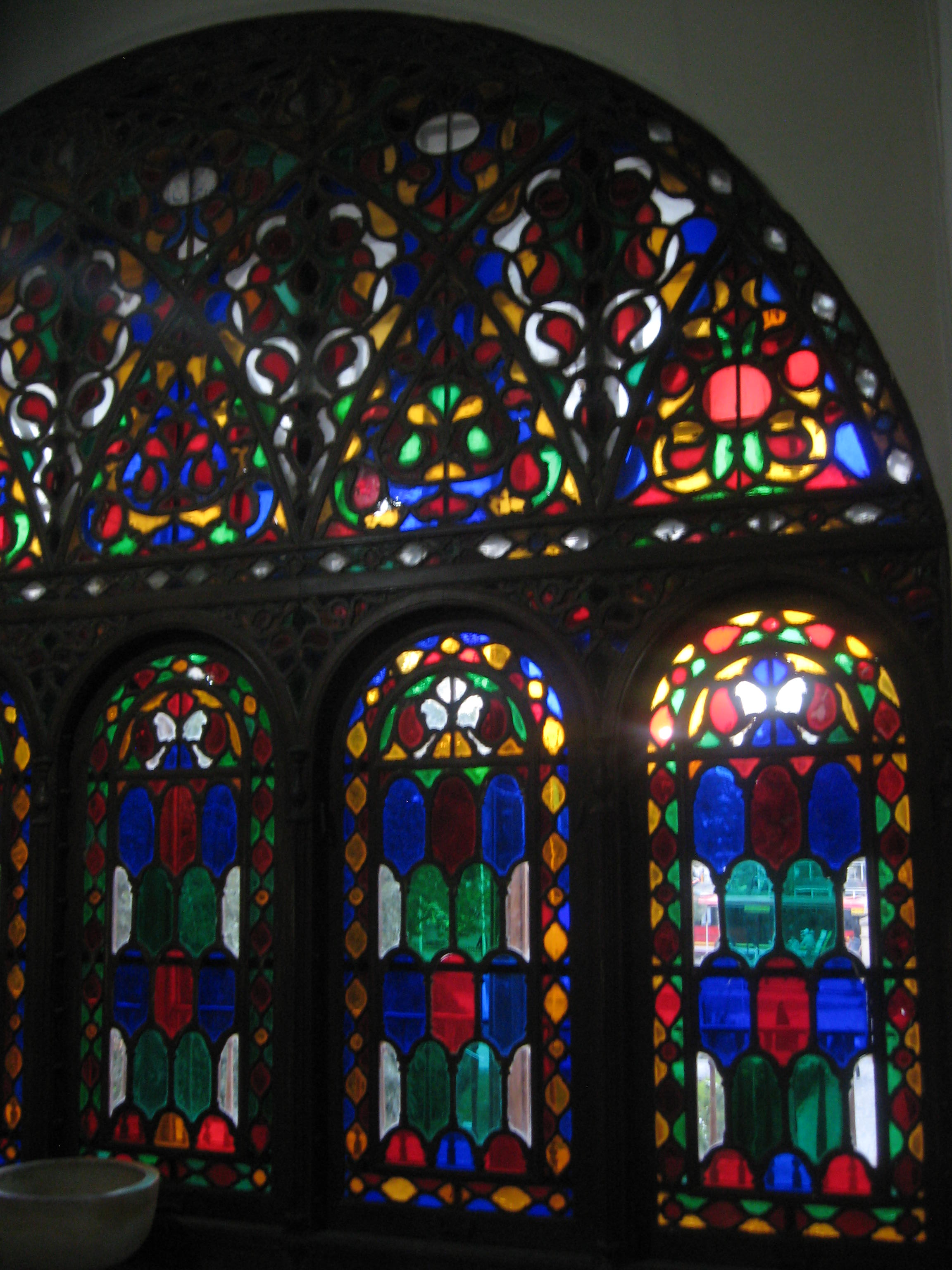
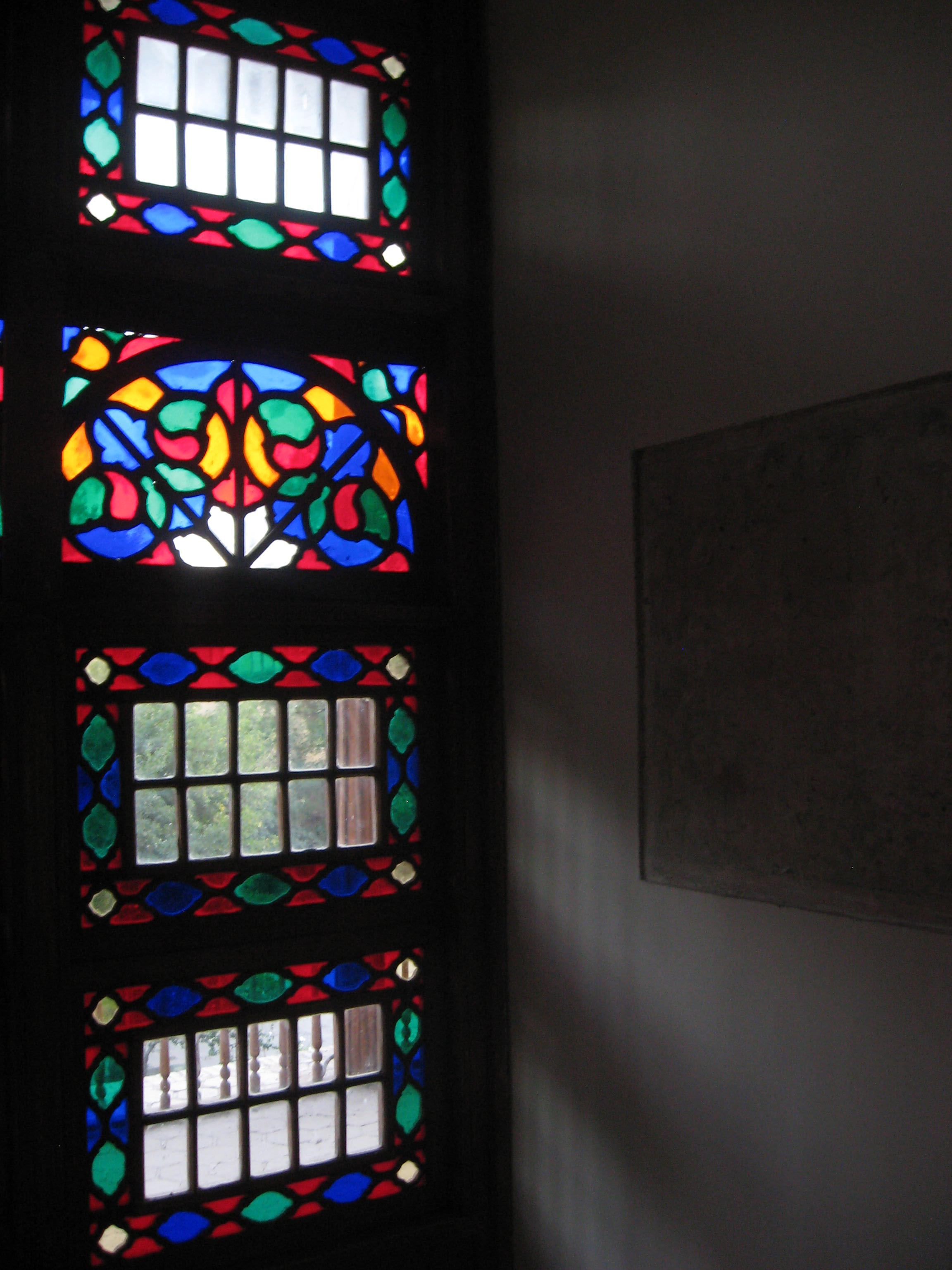
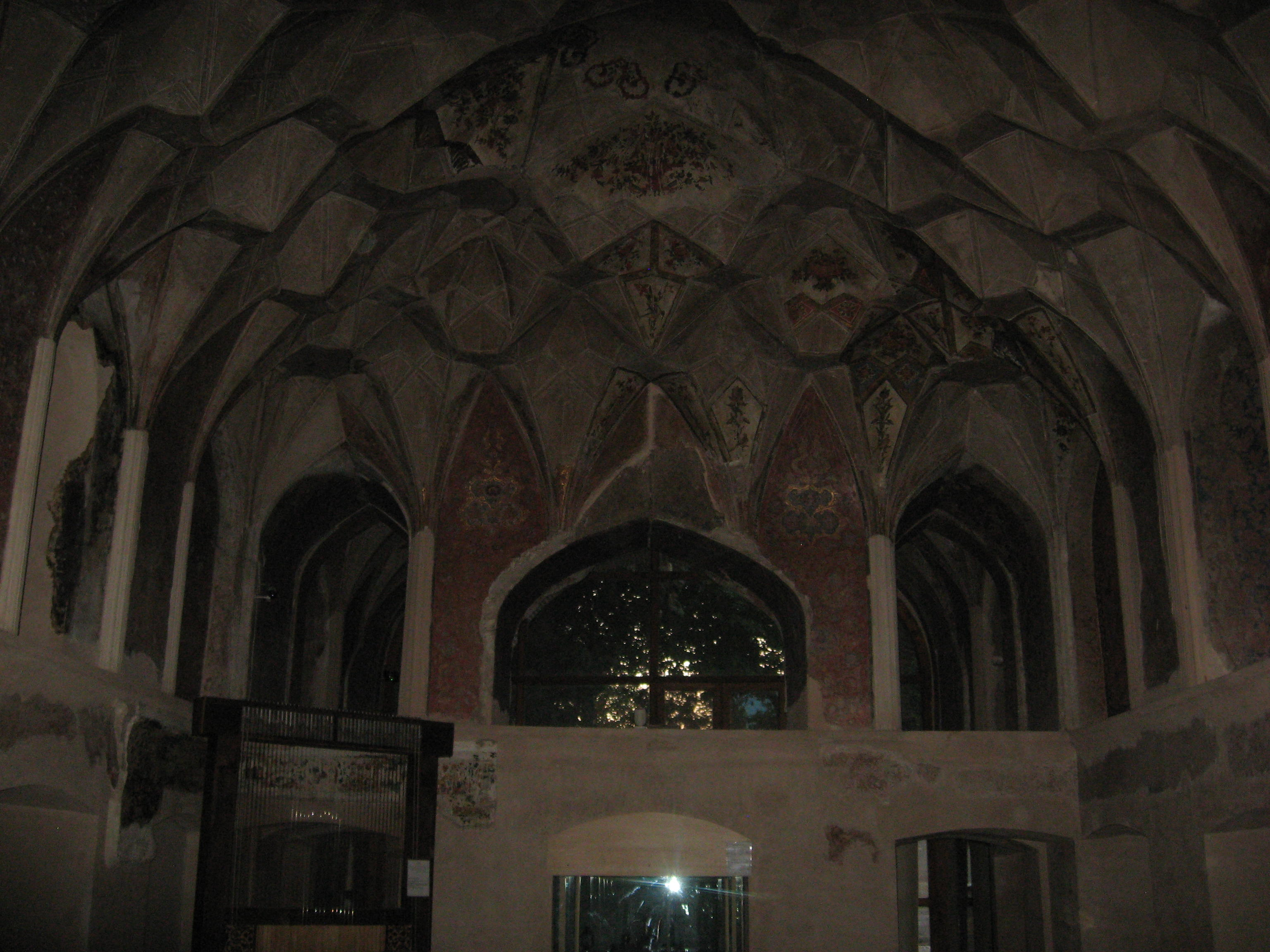
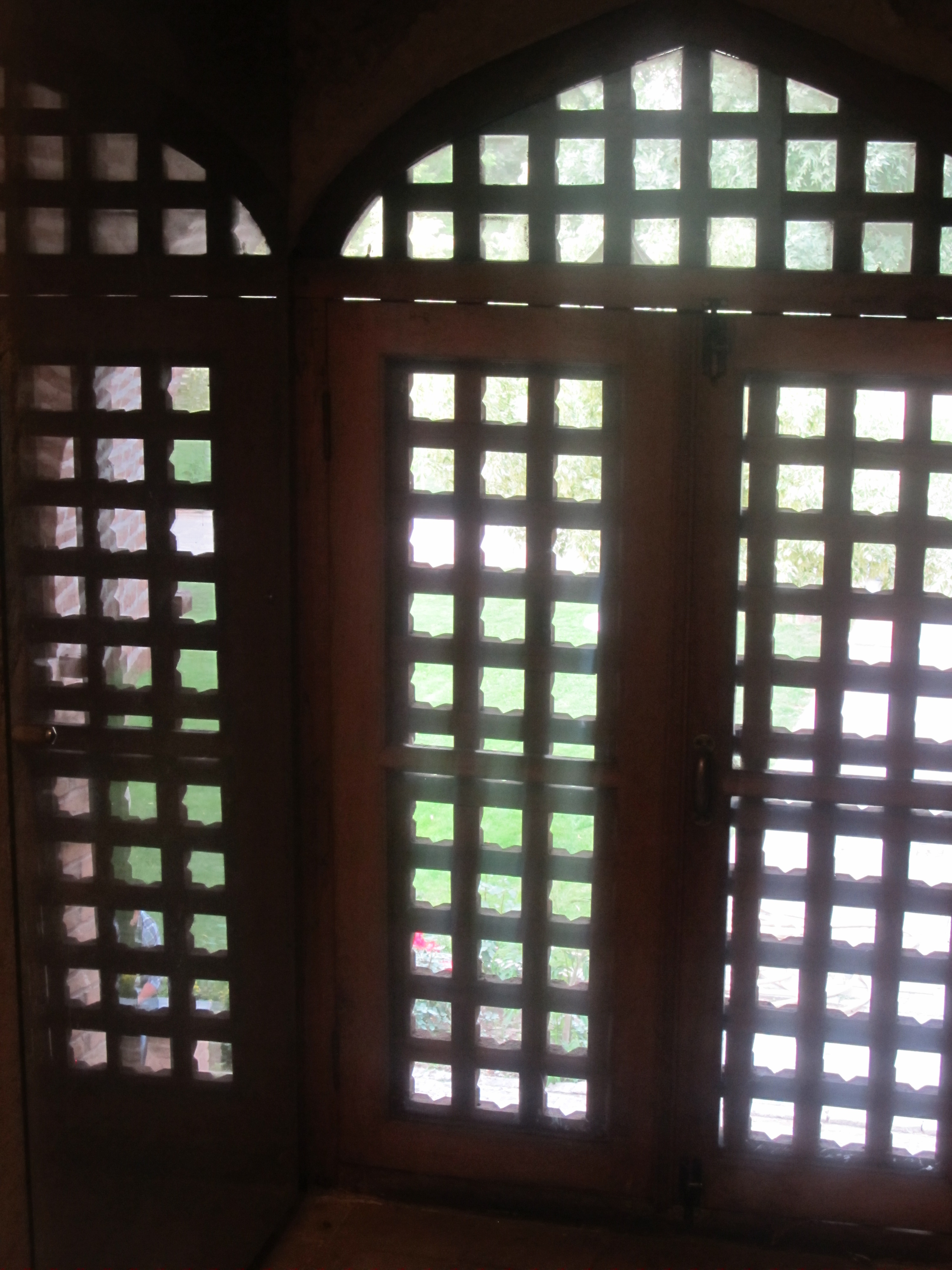
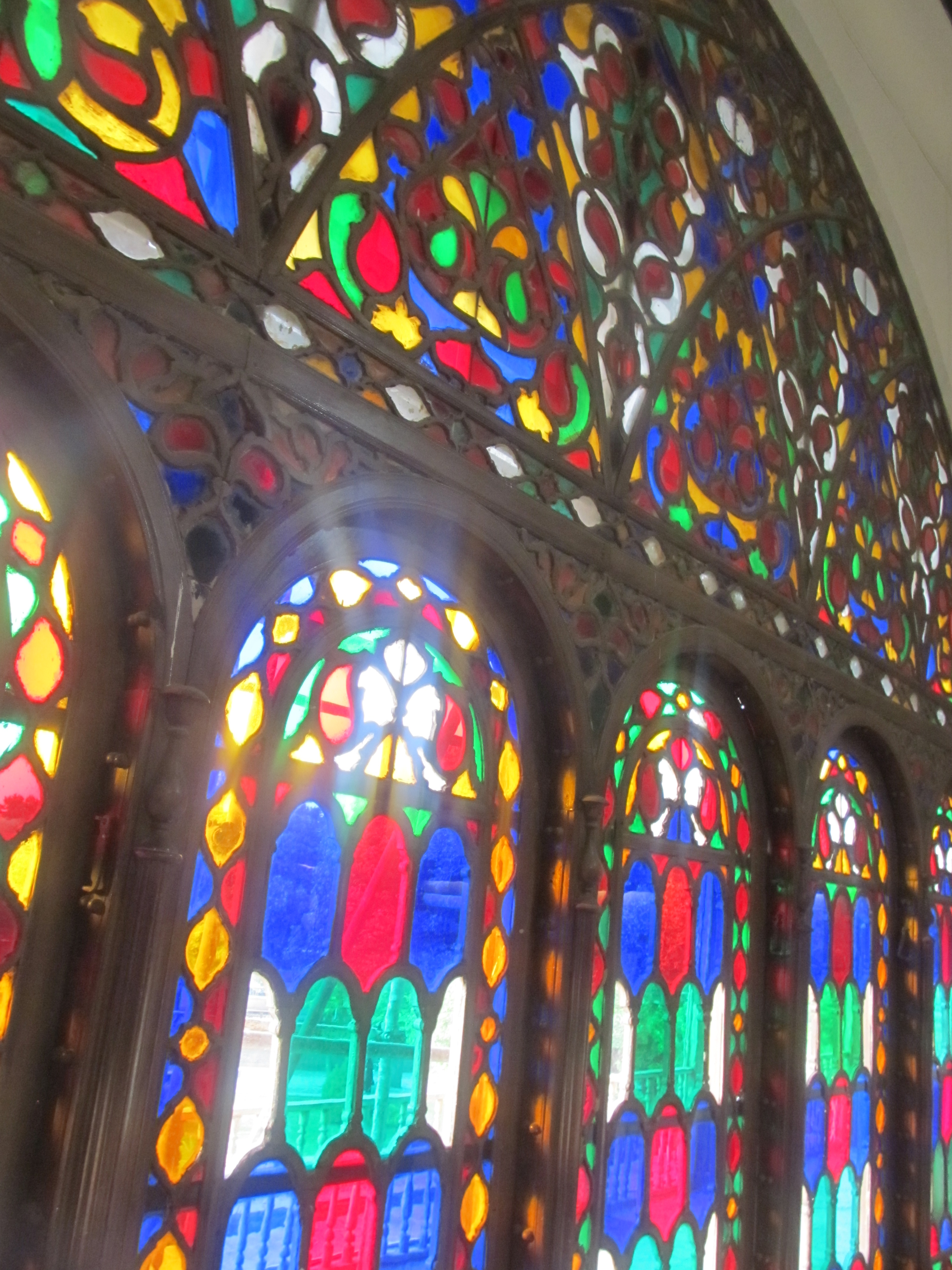
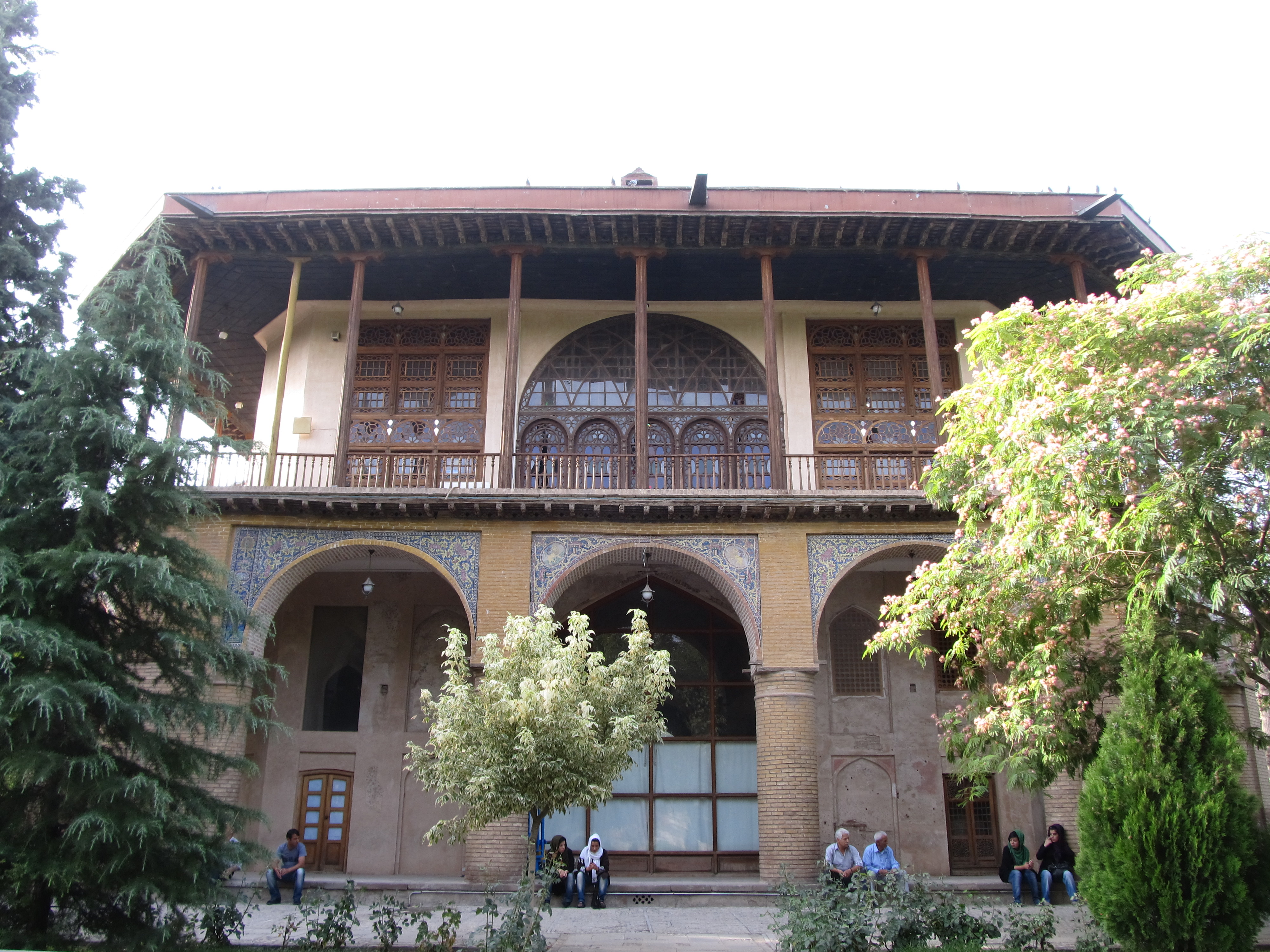
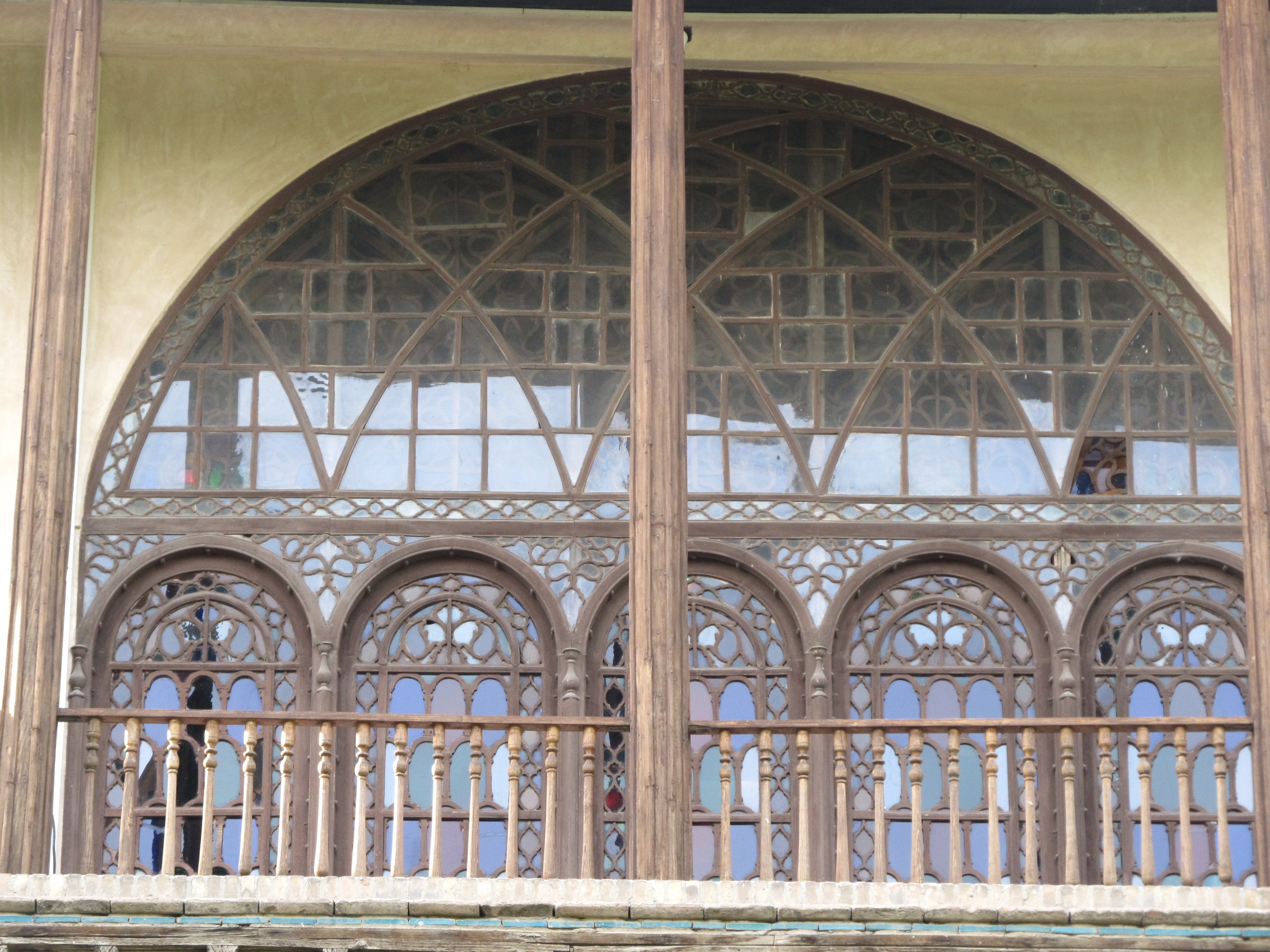
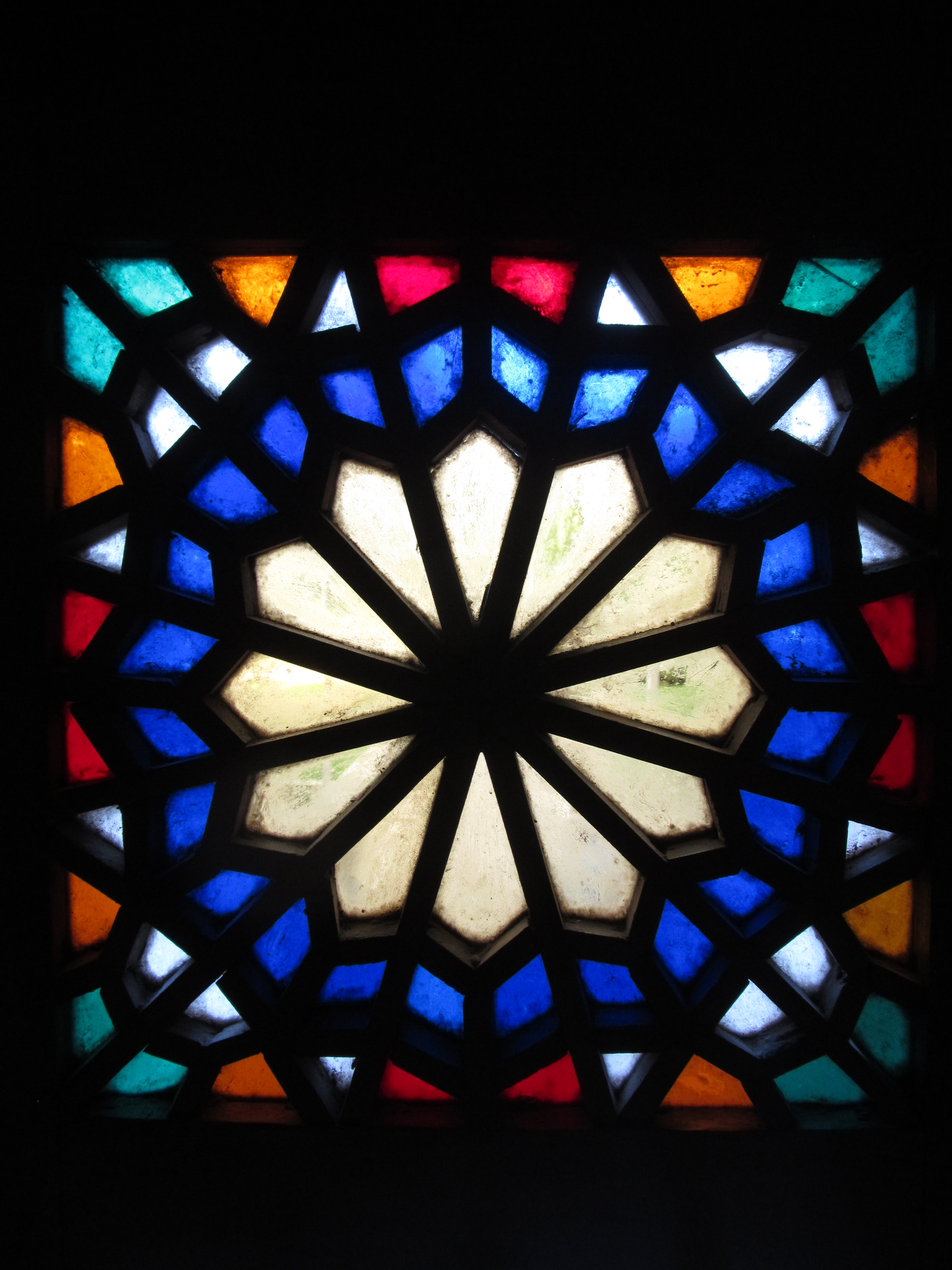
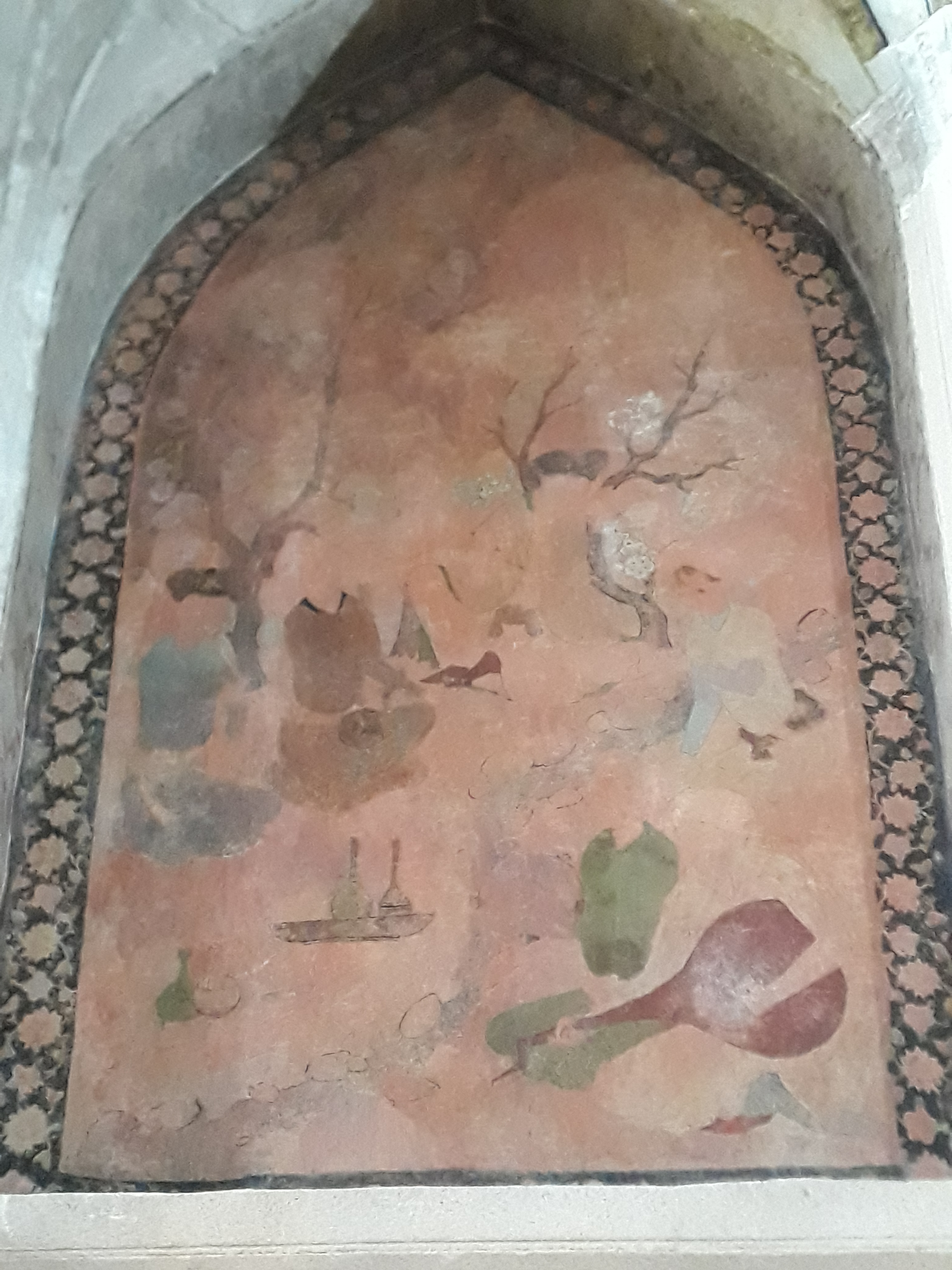
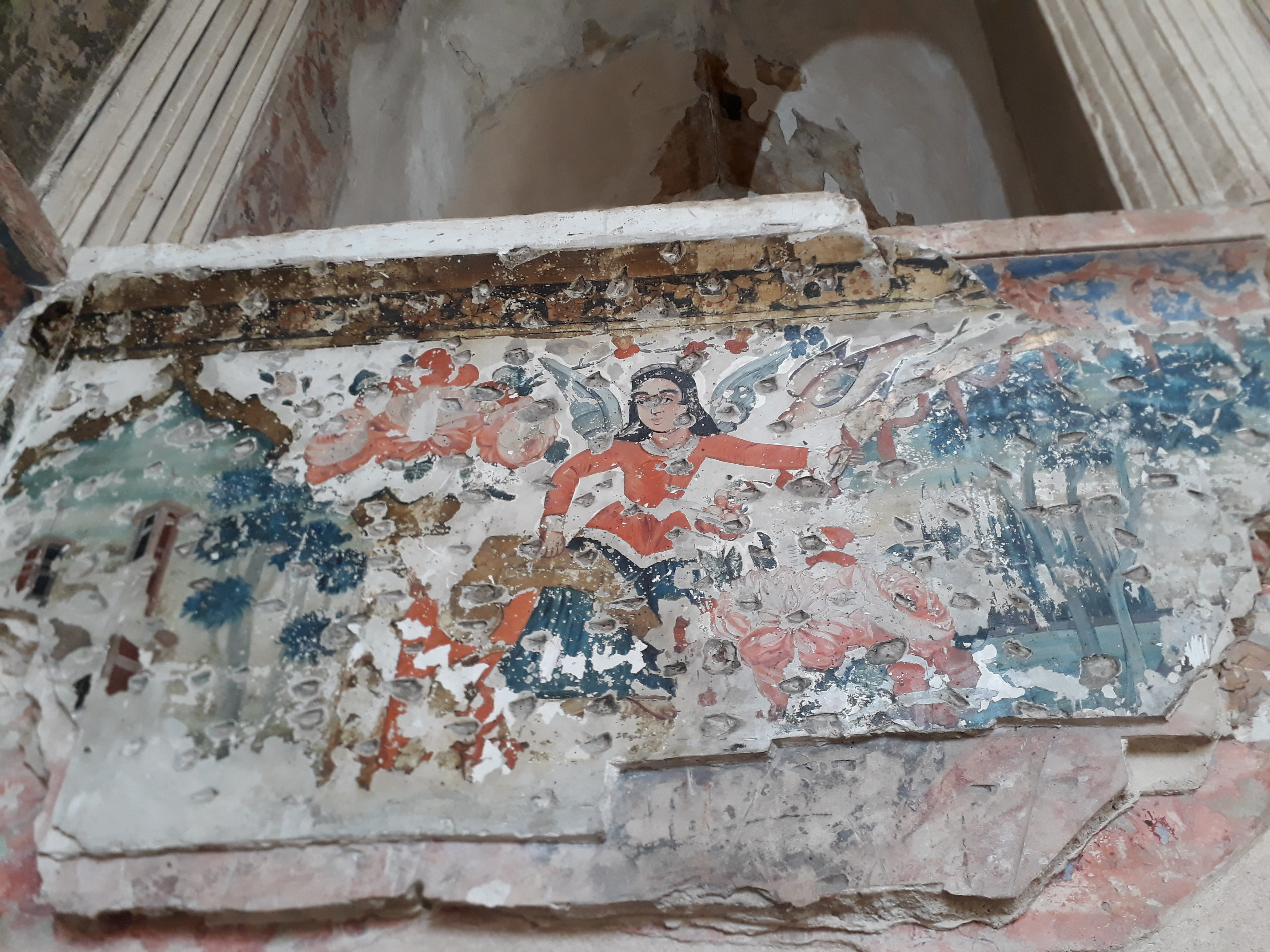
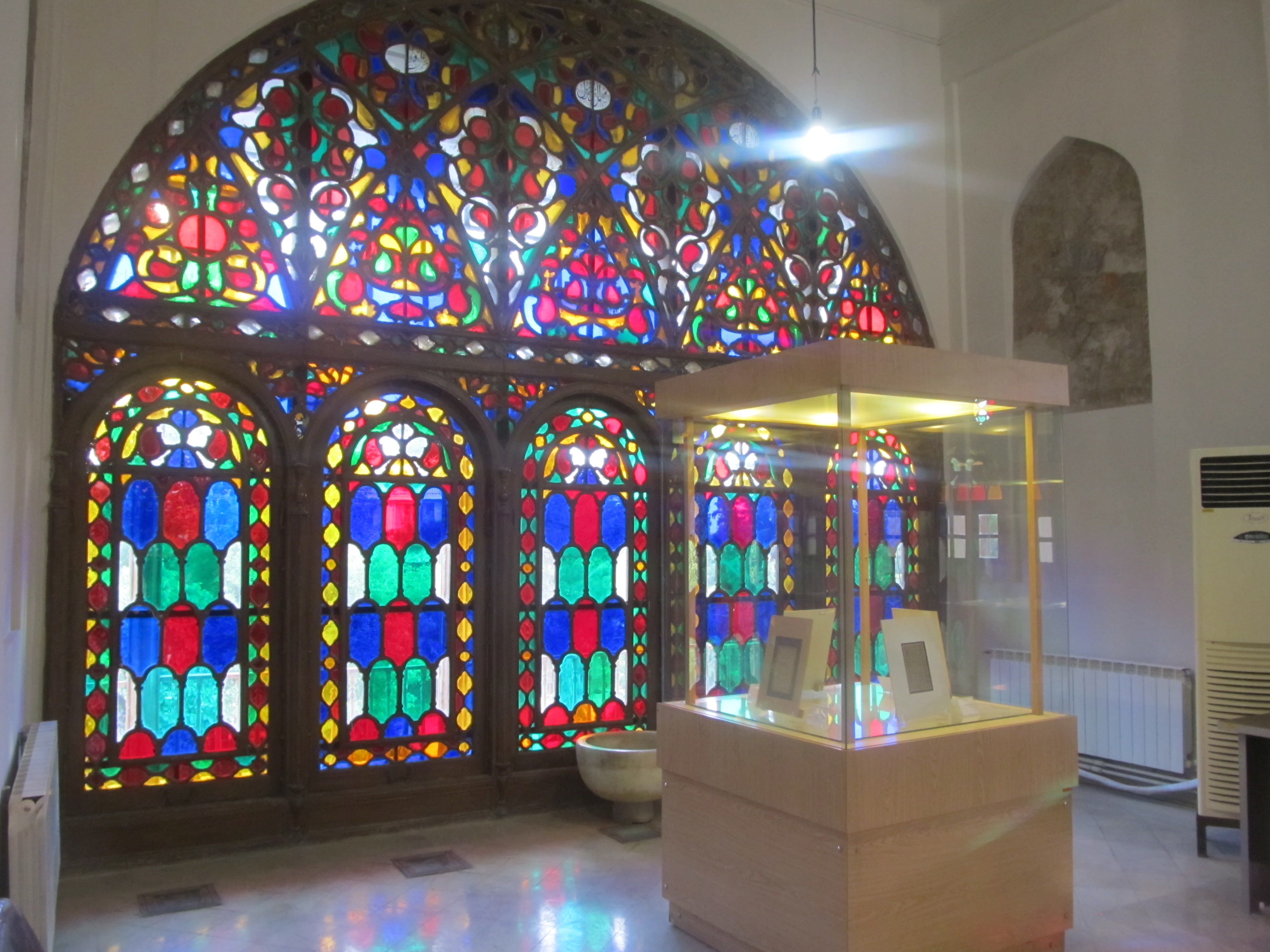
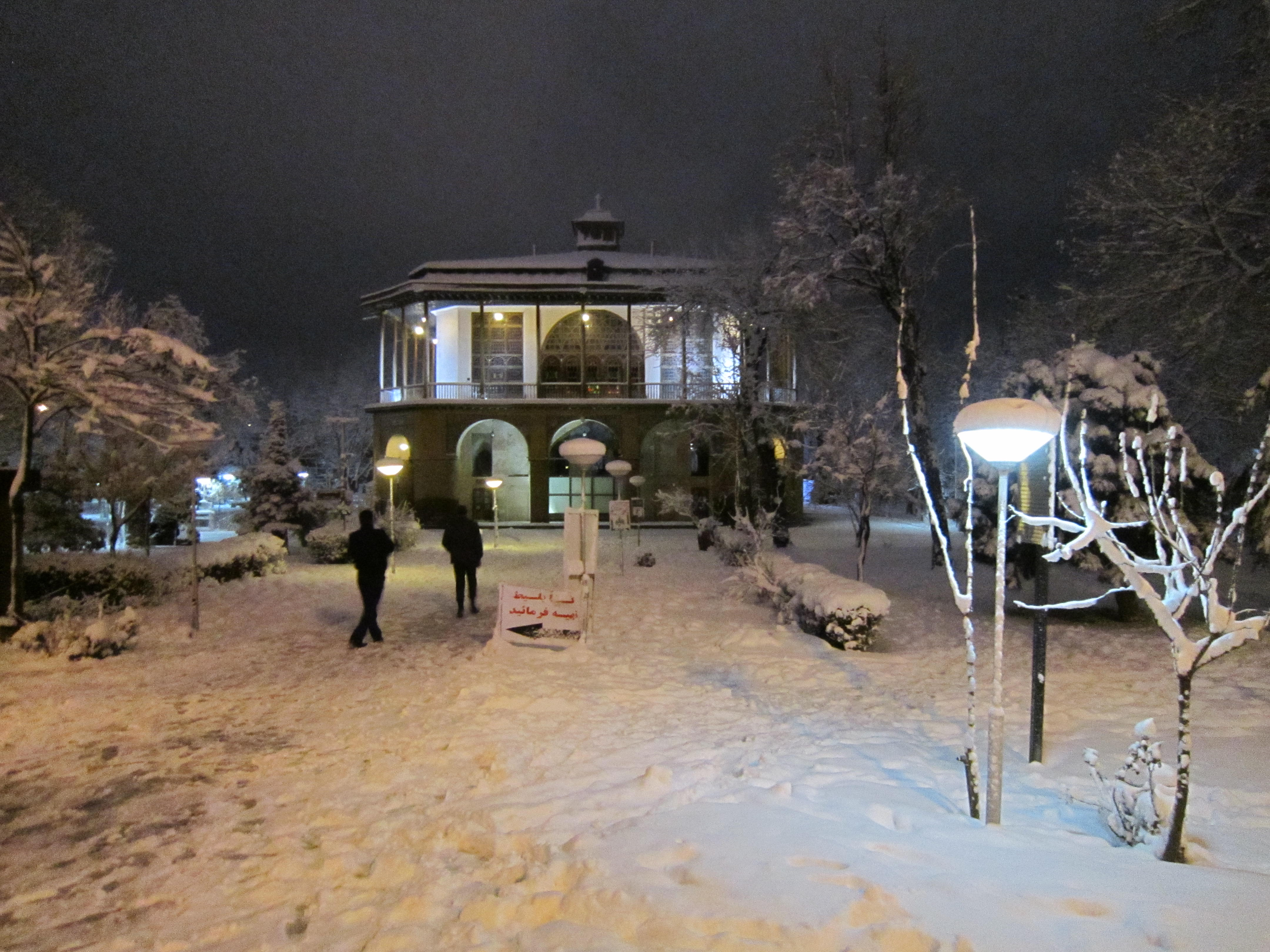